# 斯海默
斯海默（Schermer）是荷蘭的一个旧市镇，屬於北荷蘭省。“斯海默”（Schermer）取自於荷蘭語中的skir mere一詞，意思是明亮的湖。自2015年開始，斯海默屬於阿爾克馬爾。

## 外部連結
- 维基共享资源上的相關多媒體資源：斯海默
- Official website Archive.today的存檔，存档日期2012-12-05